# 冷珂
冷珂（1499年—？年），字鳴叔，四川重慶府榮昌縣軍籍，湖廣麻城縣人，明朝政治人物。

## 生平
嘉靖七年（1528年）中四川鄉試第五十九名举人，嘉靖十七年（1538年）戊戌科三甲进士。授浙江浦江县知县，累官布政使。

## 家族
曾祖冷廷傑。祖冷奎，教諭 贈奉政大夫府同知。父冷宗元，字體仁，弘治甲子貢士，曾官修武县知县、盐运司同知、松江府、常州府同知，官至知府。母張氏（贈宜人）；繼母鄭氏（封宜人）。具慶下。